# Burgdorf (Berno)
Burgdorf (fr. Berthoud, gsw. Burdlef) – miasto i gmina (niem. Einwohnergemeinde) w Szwajcarii, w kantonie Berno, w regionie administracyjnym Emmental-Oberaargau, w okręgu Emmental. 31 grudnia 2020 miasto liczyło 16 583 mieszkańców.

## Osoby

### urodzone w Burgdorfie
- Karl Eduard Aeschlimann, architekt

## Współpraca
Miejscowości partnerskie:
- Burgdorf, Niemcy
- San Pellegrino Terme, Włochy

## Transport
Przez teren gminy przebiegają drogi główne nr 23, nr 240 i nr 245.